# Weststadthalle
Die Weststadthalle in Bensheim ist eine Multifunktionshalle. Sie ist die größte Veranstaltungshalle im Landkreis Bergstraße.

## Baugeschichte
Der erste Spatenstich für die Halle erfolgte am 22. März 1988. Die Inbetriebnahme war knapp 18 Monate später am 5. September 1989. Bauherr Eigentümer und Betreiber der Weststadthalle ist die Stadt Bensheim.

## Fassungsvermögen
Die Haupt- und Seitentribüne hat eine Kapazität von 1.332 Sitzplätzen. Die drei Ausziehtribünen bieten zusammen 658 Sitzplätze. Die Gesamtsitzplatzkapazität beträgt somit 1.990. Zusätzlich kann die Halle, beispielsweise bei Musikveranstaltungen noch weiter bestuhlt werden, so dass etwa 3.000 Sitzplätze geboten werden können. Beim Finalspiel der SG Leutershausen gegen die SG Wallau/Massenheim um die Deutsche Handballmeisterschaft 1991 fasste die Halle 3.500 Zuschauer.

## Nutzung
Die Weststadthalle wird für die verschiedensten Veranstaltungen genutzt. Neben den Auftritten verschiedener Künstler und Musiker im Rahmen von Konzerten, Musicals oder Fernsehveranstaltungen, finden auch Messen und Ausstellungen in der Weststadthalle statt.
An Sportveranstaltungen werden beispielsweise Handballspiele, Hallen-Fußball- und Badmintonturniere, sowie Basketballspiele ausgetragen. Die Weststadthalle ist der Heimspielort der 1. Frauenmannschaft der HSG Bensheim/Auerbach, die in der Handball-Bundesliga spielt. Die Rhein-Neckar Löwen haben in der Weststadthalle ein DHB-Pokalspiel und ein Freundschaftsspiel ausgetragen.
Die 1. Frauenmannschaft ist in der Saison 2012/2013 in die Frauenhandball Bundesliga aufgestiegen.